# Inhacorá
Inhacorá là một đô thị thuộc bang Rio Grande do Sul, Brasil. Đô thị này có diện tích 114,135 km², dân số năm 2007 là 2290 người, mật độ 20,06 người/km².